# Mistrzostwa Polski w Judo 2020
Mistrzostwa Polski w Judo 2020 – 64. edycja mistrzostw, która odbyła się w Trzciance w dniach 3 – 4 października 2020 roku. 

## Medaliści

### Kobiety
| Kategoria:    | Złoto:                                             | Srebro:                               | Brąz:                                                                               |
| do 48 kg      | Danuta Majcher (Wisła Kraków)                      | Paulina Szlachta (AZS AWF Wrocław)    | Ilona Chruszcz (Samuraj Koszalin) Aleksandra Szulc (Gwardia Koszalin)               |
| do 52 kg      | Agata Perenc (Polonia Rybnik)                      | Karolina Pieńkowska (AZS UW Warszawa) | Aleksandra Kaleta (Judo Wolbrom) Marta Kuraś (Judo Wolbrom)                         |
| do 57 kg      | Julia Kowalczyk (Polonia Rybnik)                   | Zuzanna Łogożna (Polonia Rybnik)      | Alicja Gowarzewska (AZS AWF Katowice) Izabella Socha (KS Judo Czechowice-Dziedzice) |
| do 63 kg      | Angelika Szymańska (Olimpijczyk Włocławek)         | Agata Zacheja (Gwardia Warszawa)      | Natalia Kropska (Czarni Bytom) Agata Ozdoba-Błach (AZS AWF Wrocław)                 |
| do 70 kg      | Eliza Wróblewska (Power Duck Akademia Judo Poznań) | Urszula Hofman (AZS AWF Wrocław)      | Karolina Miller (AZS AWFiS Gdańsk) Katarzyna Sobierajska (AZS UW Warszawa)          |
| do 78 kg      | Paulina Dziopa (Czarni Bytom)                      | Julia Jaśkiewicz (Wybrzeże Gdańsk)    | Sandra Lickun (AZS UW Warszawa) Daria Tymann (Czarni Bytom)                         |
| powyżej 78 kg | Paula Kułaga (UKS Copal Trzcianka)                 | Anna Załęczna (Judo Toruń)            | Katarzyna Madajewska (AZS AWFiS Gdańsk) Kinga Wolszczak (Śląsk Wrocław)             |

### Mężczyźni
| Kategoria:     | Złoto:                                 | Srebro:                              | Brąz:                                                                                  |
| do 60 kg       | Tomer Golomb (UKJ 225 Warszawa)        | Szymon Śmiegel (Szubinianka)         | Patryk Łoziak (Czarni Bytom) Adrian Wala (AZS AWF Katowice)                            |
| do 66 kg       | Bartłomiej Garbacik (AZS AWF Katowice) | Łukasz Golus (Czarni Bytom)          | Jacek Brysz (AZS AWF Katowice) Arkadiusz Makarewicz (Praesidium Wrocław)               |
| do 73 kg       | Wiktor Mrówczyński (AZS AWF Katowice)  | Ksawery Morka (Ryś Warszawa)         | Mateusz Garbacz (Judo Warszawa) Adam Stodolski (Leśnik Kaczory)                        |
| do 81 kg       | Damian Stępień (AZS UW Warszawa)       | Kyryło Wesełowski (AZS AWF Warszawa) | Sebastian Marcinkiewicz (Praesidium Wrocław) Damian Szwarnowiecki (Praesidium Wrocław) |
| do 90 kg       | Piotr Kuczera (Kejza Team Rybnik)      | Tomasz Szczepaniak (Judo AZS Opole)  | Michał Jackiewicz (UKJ ASzWoj Warszawa) Marcin Partyka (AZS Gliwice)                   |
| do 100 kg      | Oleksii Lysenko (AZS AWF Warszawa)     | Kacper Szczurowski (AZS Gliwice)     | Igor Dzierżanowski (UKJ ASzWoj Warszawa) Rafał Kozłowski (AZS AWF Wrocław)             |
| powyżej 100 kg | Mariusz Krueger (Judo Warszawa)        | Wojciech Kordyalik (Śląsk Wrocław)   | Kamil Grabowski (Czarni Bytom) Tomasz Tałach (Wybrzeże Gdańsk)                         |